# Tranås AIF Bandy
Tranås AIF Bandy var bandysektionen i den svenska idrottsföreningen Tranås AIF i Tranås. Klubben spelade i Sveriges högsta division i bandy säsongen 1944.
Denna förening existerar inte längre utan bandy i Tranås spelas numera av Tranås BoIS, som spelat många säsonger i högsta serien.

### Fotnoter
1. ↑  ”Säsongen 1943-44 (div1 högsta serien)” (på svennska). Jimbo Bandy. 13 mars 1944. Arkiverad från originalet den 4 mars 2016. https://web.archive.org/web/20160304130355/http://www.jimbobandy.nu/oldtab/43-44.html. Läst 3 januari 2018.